# Janina Altman

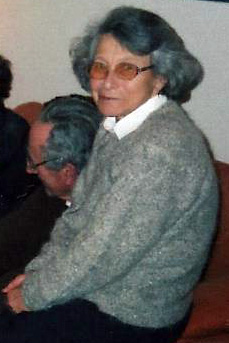
Janina Altman (2006)

Janina Altman (hebräisch ינינה אלטמן‎, geboren als Janina Hescheles, ינינה השלס‎, polnisch Janka Heszelesówna, 2. Januar 1931 in Lwów, Polen; gestorben 24. Juli 2022 in Haifa, Israel) war eine polnisch-israelische Chemikerin und Holocaustüberlebende.

## Leben
Janina Hescheles' Vater Henryk Hescheles war in Lemberg Journalist und einer der Herausgeber der zionistischen Zeitung in polnischer Sprache Chwila, ihre Mutter arbeitete im Krankenhaus in der Józef-Dwernicki-Straße 54 als Registratorin und seit dem Kriegsausbruch als Krankenschwester. Die Familie wohnte bei den Großeltern im jüdischen Viertel in der Jakób-Herman-Straße. Der Bruder des Vaters Marian Hemar konnte bei Beginn des Zweiten Weltkriegs aus Warschau nach England fliehen. Lemberg wurde 1939 von der Sowjetunion annektiert. Henryk Hescheles wurde 1941 in den ersten Tagen nach der deutschen Eroberung Lembergs ermordet, nach den Ermittlungen, die Janina Altmann später anstellen konnte, wurde er vom Bataillon Nachtigall, in dem auch der spätere Bundesminister Theodor Oberländer als Offizier tätig war, ermordet. Ihrem Onkel Stanisław Lem gelang es, seine jüdische Herkunft zu verschleiern und die deutsche Besetzung zu überleben. Janina Hescheles und ihre Mutter überlebten zunächst die von der ukrainischen Bevölkerung Lembergs organisierten Pogrome. Janinas Großeltern und andere Verwandte und Freunde wurden bei von den Deutschen organisierten Judenaktionen verhaftet und ermordet. Ihre Mutter nahm sich dann unter dem Druck der Verhältnisse mit Zyankali das Leben. Janina wurde im Zwangsarbeitslager Janowska inhaftiert und arbeitete als Näherin für die Deutschen Ausrüstungswerke. Michał Borwicz, der in dem Zwangsghetto ein illegales literarisches Leben organisiert hatte, konnte im September 1943 entkommen und sorgte dafür, dass auch Janina mit Hilfe der jüdischen Widerstandsorganisation Żegota im Oktober 1943 fliehen konnte.
Hescheles wurde von verschiedenen Familien in Krakau und dann von Jadwiga Strzałecka in einem Waisenhaus in Poronin versteckt. Auf Anregung von Borwicz begann sie drei Wochen nach der geglückten Flucht, ihre Erinnerungen an die Verfolgung in Lemberg aufzuschreiben. Das Manuskript wurde 1946 unter dem Titel Oczyma dwunastoletniej dziewczyny [Mit den Augen einer Zwölfjährigen] von der Organisation polnischer Juden in Krakau gedruckt. Im Unterschied zum Tagebuch der Anne Frank „fängt ihr Bericht dort an, wo jener aufhört, nämlich, als es kein Verbergen mehr gibt und das Kind schutzlos den Gefahren und den schrecklichen Erlebnissen im Lager ausgesetzt ist“. Nach Kriegsende zog sie in ein Waisenhaus nach Sopot, wo sie auch wieder eine Schule besuchen konnte und 1949 das Abitur machte.
Als ihr Bericht in deutscher Übersetzung 1958 in Ost-Berlin und danach 1963 in München erschien, glaubten die Herausgeber sie unter den Opfern des Holocaust.
1950 emigrierte Hescheles nach Israel, wo sie am Technion in Haifa Chemie studierte und 1962 promoviert wurde. Sie heiratete den Physiker Kalman Altmann, sie haben zwei Söhne. Janina Altman blieb als Wissenschaftlerin am Technion und arbeitete auch am Weizmann-Institut für Wissenschaften und an der Ludwig-Maximilians-Universität München. Ihre (Gemeinschafts-)Arbeiten wurden in internationalen wissenschaftlichen Zeitschriften wie Liebigs Annalen, Inorganic Chemistry, Chemische Berichte und Journal of Medicinal Chemistry veröffentlicht. Bei ihrem dreijährigen Forschungsaufenthalt in München beschäftigte sie sich auch mit dem Verhältnis der deutschen Wissenschaftler zum Nationalsozialismus und verfasste 2007 darüber eine Monografie.
Altman unterstützte seit der Ersten Intifada die pazifistische Gruppe Women in Black.

## Veröffentlichungen
- Janina Hescheles: Oczyma dwunastoletniej dziewczyny. Vorwort, Bearbeitung Maria Hochberg-Mariańska. Krakau: Wojewódzka Zydowska Komisja historyczna w Krakowie, 1946
  - Janina Hescheles: Mit den Augen eines zwölfjährigen Mädchens. In: Im Feuer vergangen. Tagebücher aus dem Ghetto. Übersetzung aus dem Polnischen Viktor Mika. Vorwort Arnold Zweig. Rütten & Loening, Berlin 1958, S. 345–411
  - Lizenzausgabe:
    - Janina Hescheles: Mit den Augen eines zwölfjährigen Mädchens. In: Im Feuer vergangen. Tagebücher aus dem Ghetto. Übersetzung aus dem Polnischen Viktor Mika. Vorwort von Johann Christoph Hampe. Chr. Kaiser-Verlag, München 1963, S. 151–189
- Janina Altman: ha-Ṿered ha-lavan : sṭudenṭim ṿe-anshe ruaḥ be-Germanyah li-fene ṿe-aḥare ʿaliyato shel Hiṭler le-shilṭon [The White Rose. Students and Intellectuals in Germany before and after Hitler's rise to power. Die Weiße Rose. Studenten und Intellektuelle in Deutschland vor und nach Hitlers Machtübernahme]. Mit deutscher und englischer Einleitung. Pardes, Haifa 2007 (he)
  - Erster Teil der Trilogie, ins Deutsche übersetzt von Inka Arroyo Antezana: Naturwissenschaftler vor und nach Hitlers Aufstieg zur Macht. 2013.  Dieser Teil ist im Wesentlichen eine Biografie Richard Willstätters.